# Anisodera mannaensis
Anisodera mannaensis es un insecto coleóptero de la familia Chrysomelidae.
Fue descrita científicamente por primera vez en 1930 por Uhmann.